# Stina Ekbladová
Stina Åsa Maria Ekbladová (* 26. února 1954 Solf, Pohjanmaa) je finská herečka švédské národnosti.
Působila v Odense Teater v Dánsku a v Stockholms stadsteater ve Švédsku. Od roku 1988 je členkou souboru Královského dramatického divadla. Ztvárnila např. Médeiu ve stejnojmenném Euripidově dramatu, Olgu ve Třech sestrách nebo královnu Gertrudu v Hamletovi.
Ve filmu debutovala v díle Ingmara Bergmana Fanny a Alexandr. V roce 1987 získala cenu Zlatohlávek pro nejlepší herečku za role spisovatelky Agnes von Krusenstjerna ve filmu Mai Zetterlingové Amorosa a Tey ve filmu Bo Widerberga Cesty hada na skále. Hlavní ženskou roli hrála také v dánském filmu Pensionat Oskar.
Hrála v televizních seriálech Wallander a Vláda, moderovala rozhlasový pořad Sommar i P1. Je také uznávanou recitátorkou, namluvila audioknihu básní Edith Södergranové. V roce 1998 vyšla deska …liksom av drömmens röster sjungen s hudbou Roberta Schumanna a průvodním slovem Stiny Ekbladové. Je pedagožkou na Švédském dramatickém institutu ve Stockholmu. Vydala autobiografickou knihu Här brusar strömmen förbi. V roce 1999 získala medaili Litteris et Artibus, v roce 2006 divadelní cenu listu Svenska Dagbladet, roku 2016 Královskou cenu Švédské akademie a v roce 2018 čestný doktorát Stockholmské univerzity.
Jejím životním partnerem je švédský herec polského původu Jan Dolata, jejich synem je hudebník Adrian Dolata. Herečkou je i její mladší sestra Ylva Ekbladová.

## Filmografie
- 1982 Fanny a Alexandr
- 1982 Rozloučení
- 1985 Suuri illusioni
- 1986 Cesty hada na skále
- 1986 Amorosa
- 1988 Livsfarlig film
- 1990 Ystävät, toverit
- 1994 Min fynske barndom
- 1995 Pensionat Oskar
- 1997 Sekten
- 2000 Klepy
- 2000 Nevěra
- 2001 Jako bílý sníh
- 2009 Rozumné řešení
- 2009 Scény ze života celebrity
- 2011 Pax
- 2012 Svatba mezi citróny
- 2015 Dcera čarodějky
- 2017 Cesta časem
- 2019 Dcera čarodějky: Hadí dar
- 2020 Madklubben
- 2022 Esthers Orkester